# Česká tábornická unie
Česká tábornická unie (ČTU) je zapsaný spolek vycházející z tradic trampského hnutí v Československu. ČTU sdružuje přes stovku tábornických klubů, osad a oddílů z celé České republiky, které provozují celoroční činnost (jako například schůzky přes týden či víkendové výpravy) pro své dětské členy vrcholící vždy letním táborem. Jedná se o sdružení neziskové a nepolitické.

## Zaměření
Hlavní náplní činnosti tábornické unie (ČTU) je pobyt, ochrana a poznávání přírody s uplatněním znalosti lesní moudrosti. Organizace učí své členy chování v přírodě, poskytování první pomoci, vzdělává je. Jednou z hlavních zásad vnitřního života ČTU je respekt a úcta k druhému člověku - ať už se jedná o vztah dítě-dítě, dítě - vedoucí či vedoucí mezi sebou. ČTU vede své členy k touze po osobním rozvoji a k osvojování takových životních hodnot jako je pravda, spravedlnost, nesobectví, laskavost, odpovědnost sám za sebe, péče a odpovědnost za slabší, pokora, schopnost omezit se, je-li to potřeba v zájmu ostatních, kritické myšlení a sebediscipnílna (umírněnost).
ČTU dává prostor všem věkovým skupinám, pomáhá jim v uspokojování jejich zájmů a v získávání dalších znalostí a dovedností. Posláním ČTU není něco předepisovat, ale vyjádřit společné potřeby a zájmy tábornických klubů, trampských osad a samotářů. Každý klub a osada je v ČTU samostatnou částí, která si všechny svoje otázky řeší svobodně a samostatně s přihlédnutím k vlastním možnostem a podmínkám.
Historicky bylo velmi důležitou náplní pořádání tábornických škol a tradičních akcí trampského i neorganizovaného hnutí, jejichž součástí bylo zpívání trampských písniček s doprovodem kytar, foukacích harmonik a dalších tradičních hudebních nástrojů. Na tuto praxi navázaly i účast a spolupořadatelství na festivalech trampské hudby, kdysi velmi populární Porty, či novější Brány určené pro děti. Což dnes mírně ustoupilo, ale i přesto nadále přetrvává.

## Činnost ČTU
ČTU mimo pravidelnou činnost, mezi kterou se řadí schůzky přes týden a výpravy o víkendu, v tábornických klubech a trampských osadách pořádá například tyto akce:
- Setkání v lesích
- vzdělávací kurzy pro vedoucí a instruktory

- Kurz přežití 196 hodin
- dětská hudební soutěž Festival Brána
- okresní kola festivalu Porta

## Historie
V roce 1968 byla organizace zaregistrována u Ministerstva vnitra. Tehdy vzešla z aktivit na půdě ČSM, ze které vystoupila 30. března 1986 a ještě týž den vznikla Československá tábornická unie. Organizace následně stála u přerodu z ČSM na Sdružení organizace dětí a mládeže ČSR, kde patřila mezi zakládající členy. Již v roce 1970 v období normalizace pod vedením KSČ byla organizace jako samostatná zakázána. Některé oddíly pak pokračovaly ve své činnosti pod hlavičkou státem povolených organizací, jiná uskupení fungovala bez jakéhokoliv zastřešení.
Krátce po sametové revoluci, 27. ledna 1990, bylo sdružení obnoveno na Valné hromadě konané v Praze. Následně 29. června 1990 proběhl sněm, na kterém se odhlasovalo vedení organizace v čele s Janem Hochmannem.
Od roku 2004 pravidelně a úspěšně obhajuje titul „Organizace uznaná MŠMT pro oblast práce s dětmi a mládeží“.

## Symboly ČTU

### Znak
E. T. Seton vytvořil v roce 1902 znak pro Woodcraft. Tento znak vyjadřuje dva indiánské symboly. Kruh představující modrou oblohu, z něhož vystupují bizoní rohy (pro indiána byl bizon symbolem duchovní a fyzické síly). Tento znak od začátku dvacátého století přijímaly všechny skupiny hlásící se k myšlence Woodcraftu a nejvíc se rozšířil mezi spoustou trampských osad.
Písmeno U ve znaku označuje pojem unie obecně jakožto společenství.

### Logo
Logo ČTU je modifikací znaku. Tvar loga odkazuje ke znaku Woodcraftu. Oproti znaku je větší důraz kladen na písmeno U, které nejen odkazuje na Unii trampských osad, ale taktéž je jedním z písmen ze zkratky ČTU. Přerušené stránky loga symbolizují svobodu, kterou organizace svým oddílům nabízí.

## Organizační struktura
ČTU je registrována jako zapsaný spolek s adresou Kazašská 1426/6, 101 00 Praha 10 – Vršovice. V čele aktuálně stojí náčelnice Mgr. Ing. Renata Švestková, Ph.D. a dvojice místonáčelníků. Náčelník či náčelnice a místonáčelníci jsou voleni na 4leté volební období na celounijním Sněmu. Za nejvyšší orgán platí Sněm ČTU pořádaný každé čtyři roky. Orgánem aktivně činným je Nejvyšší rada ČTU, na které se scházejí čtyřikrát do roka zástupci jednotlivých oblastí, volení představitelé unie a zástupci ústředí. Velké rady jednotlivých oblastí tvoří podpůrný propojovací orgán mezi samotnými členy, Nejvyšší radou a ústředím.
Organizace se člení na pražské ústředí a na 12 územních oblastí, v níž jsou zařazené osady, oddíly a kluby nebo tzv. samotáři, což jsou členové bez žádné klubové příslušnosti. Mezi oblasti patří oblast Beskydská, Chřibsko-Karpatská, Jesenická, Jihočeská, Jižní Morava, Labsko-sázavská, Praha, Severočeská, Střední Čechy-Západ, Velké Lucko, Východočeská a Západočeská. Většinu členstva tvoří děti a mládež s nemalým počtem dospělých dlouhodobých dobrovolníků.
Je zakládajícím členem České rady dětí a mládeže (ČRDM).